# Liber Cantus (Växjö)
Liber Cantus, även kallad Växjösongboken, är en bok som gavs ut av Nicolaus Krokius år 1623. Sångboken användes av gymnasieelever i Växjö under 1600-talet och 1700-talet.

## Innehåll
Följande sånger finns i boken.
- Sånger i allmänhet.
  - Kyrie (gloria och laudamus)
  - Sanctus
  - O Guds lamm

- Sånger till Jesu födelse.
  - Puer natus est nobis
  - Kyrie (gloria och laudamus)
  - Sanctus
  - O Guds lamm
  - Alle Christne frögda sigh
  - Rex pacificus magnificatus est
  - Venite exultemus domino
  - Dominus dixit ad me
  - Gloria in excelsis Deo
  - Hodie Christus natus est

- Sånger till Påsk.
  - Resurrexi
  - Kyrie (gloria och laudamus)
  - Sanctus
  - O Guds lamm
  - Jesus Christus han är Worden
  - Alleluia, laudate pueri Dominum
  - Venite exultemus Domino
  - Ego sum qui sum
  - Angelus Domini descendit

- Sånger till Pingst.
  - Kyrie (gloria och laudamus)
  - Sanctus
  - O Guds lamm
  - Dig vare lov och pris, o Krist
  - Then Helge Andes nådh

- Sånger till Johannes döparens dag.
  - Kyrie (gloria och laudamus)
  - Sanctus
  - O Guds lamm

- Te Deum
  - O Gud vi love dig, o Herre

- Påsksånger
  - Ährones Konung o Christe
  - Wij lofwom Christ en Konung båld
  - Världens Frälsare kom här
  - Nu kommen är vår påskafröjd
  - Kommer här och låter

### Cantus Funebres
- Media vita in morte sumus
- I bona suscepimus de manu Domini
- Emendemus in melius qui ignoranrer
- Inc lumbi vestri circum cincti
- I stoft och sand och svart mull
- Jag vet att min förlossare lever